# Rainieria leucochira
Rainieria leucochira är en tvåvingeart som beskrevs av Leander Czerny 1932. Rainieria leucochira ingår i släktet Rainieria och familjen skridflugor.
Artens utbredningsområde är Taiwan. Inga underarter finns listade i Catalogue of Life.